# Phyllocosmus congolensis
Phyllocosmus congolensis là một loài thực vật có hoa trong họ Ixonanthaceae. Loài này được (De Wild. & T. Durand) T. Durand & H. Durand miêu tả khoa học đầu tiên năm 1909.